# Pièce d'un demi-dollar américain
La pièce d'un demi-dollar — (en) Half dollar — est une pièce de monnaie américaine émise, presque chaque année, par le United States Mint depuis sa première émission en 1794. Parfois appelée pièce de cinquante cents (50¢), sa fabrication n'est pas, contrairement aux autres pièces, et depuis son origine, aussi régulière que celle d'1 cent[pas clair] par exemple. Depuis 2002, elle n'est frappée qu'à destination des collectionneurs.

## Les différentes versions

### En argent
- Flowing Hair Half Dollar 1794–1795[1], conçue par Robert Scot
- Buste drapé 1796–1807 
  - Buste drapé, petite aigle 1796–1797[2]
  - Buste drapé, aigle héraldique 1801–1807[3]
- Buste capé 1807–1839
  - Buste capé (grand), avec la devise, 1807–1836[4]
  - Buste capé (petit), sans la devise, 1836–1839[5]
- Liberté assise 1839–1891 
  - Liberté assise, sans la devise, 1839–1866[6]
  - Liberté assise, avec la devise, 1866–1891[7]
- Barber 1892–1915[8]
- Liberté 1916–1947[9]
- Franklin 1948–1963[10]
- Kennedy 1964

### Avec 40% d'argent
- Kennedy 1965–1969

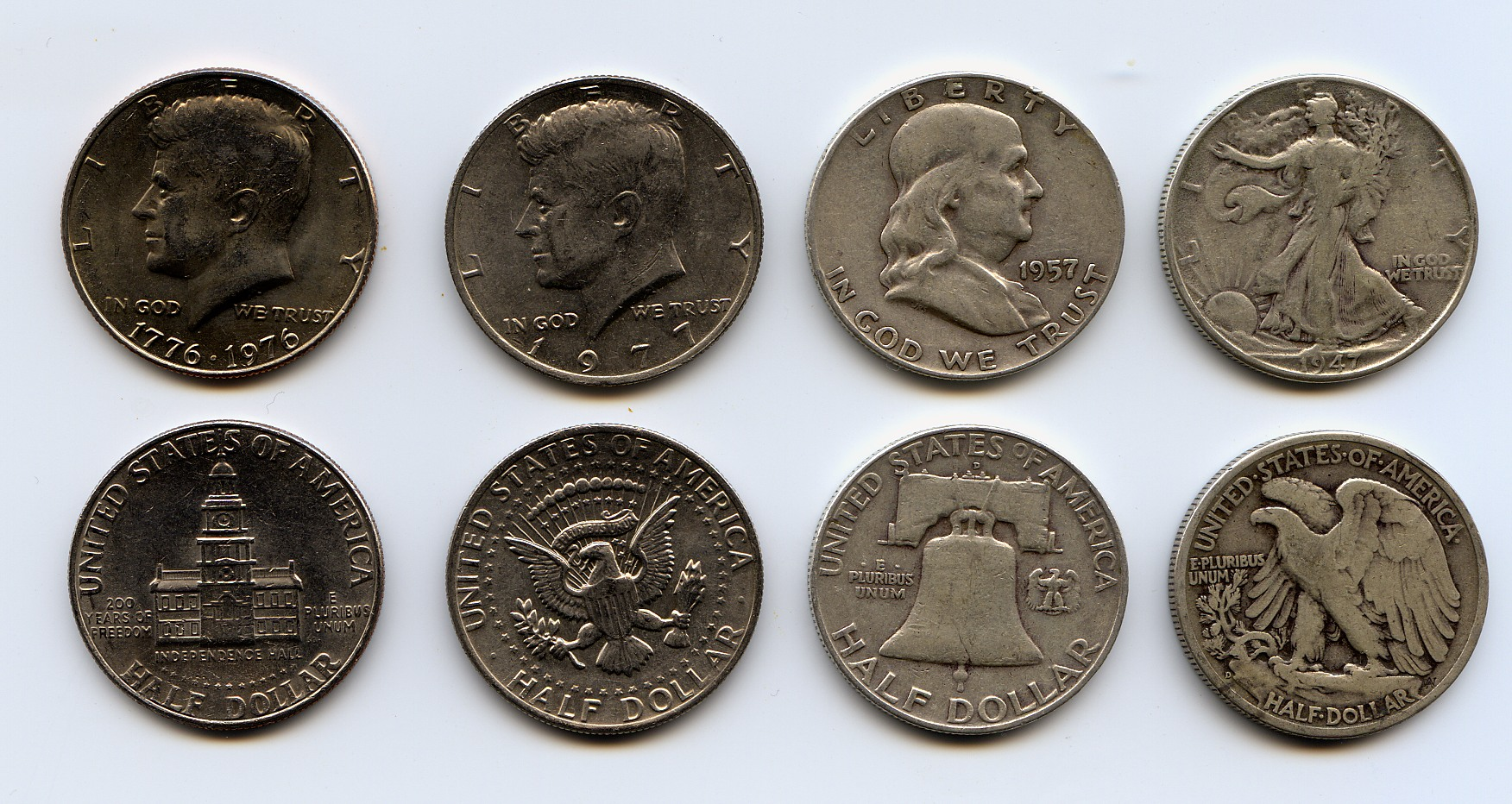
Différentes versions du demi-dollar (de gauche à droite) : Kennedy Bicentennial (1976), Kennedy courante (1971), Franklin (1957), Liberté debout (1947).

- Kennedy 1970 (collection seulement)
- Kennedy 1976 (collection seulement)

### En cuivre plaqué nickel
- Kennedy 1971–1974, 1977–1986, 1988–2001 (en circulation)
- Kennedy 1987, 2002–aujourd'hui (collection seulement)
- Kennedy Bicentennial 1975–1976 (marquées 1776–1976.)